# Ferrari F430
Ferrari F430 este o mașină sport, care a fost produsă  de constructorul italian de automobile, Ferrari din 2004 până în 2009. A înlocuit modelul Ferrari 360. A fost prezentat pentru prima oară la Salonul Auto Paris din 2004. Modelul care i-a luat locul este Ferrari 458 Italia și a fost lansat pe 28 iulie 2009.